# Jungermanniografia Etrusca
Jungermanniografia Etrusca (abreviado Jungermanniogr. Etrusca) es un libro con ilustraciones y descripciones botánicas que fue escrito por el botánico, zoólogo italiano; Giuseppe Raddi y publicado en Modena en el año 1818.